# Mario Filonardi

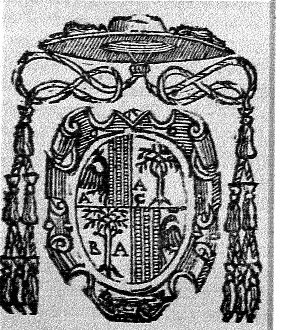
ARMA:
Inquartato: nel primo e quarto partito d'oro all'aquila imperiale uscente dalla partizione, d'azzurro a due pali d'oro; nel secondo e nel terzo di rosso alla quercia sradicata d'oro con i rami passati in doppia Croce di Sant'Andrea; sormontato dal galero.

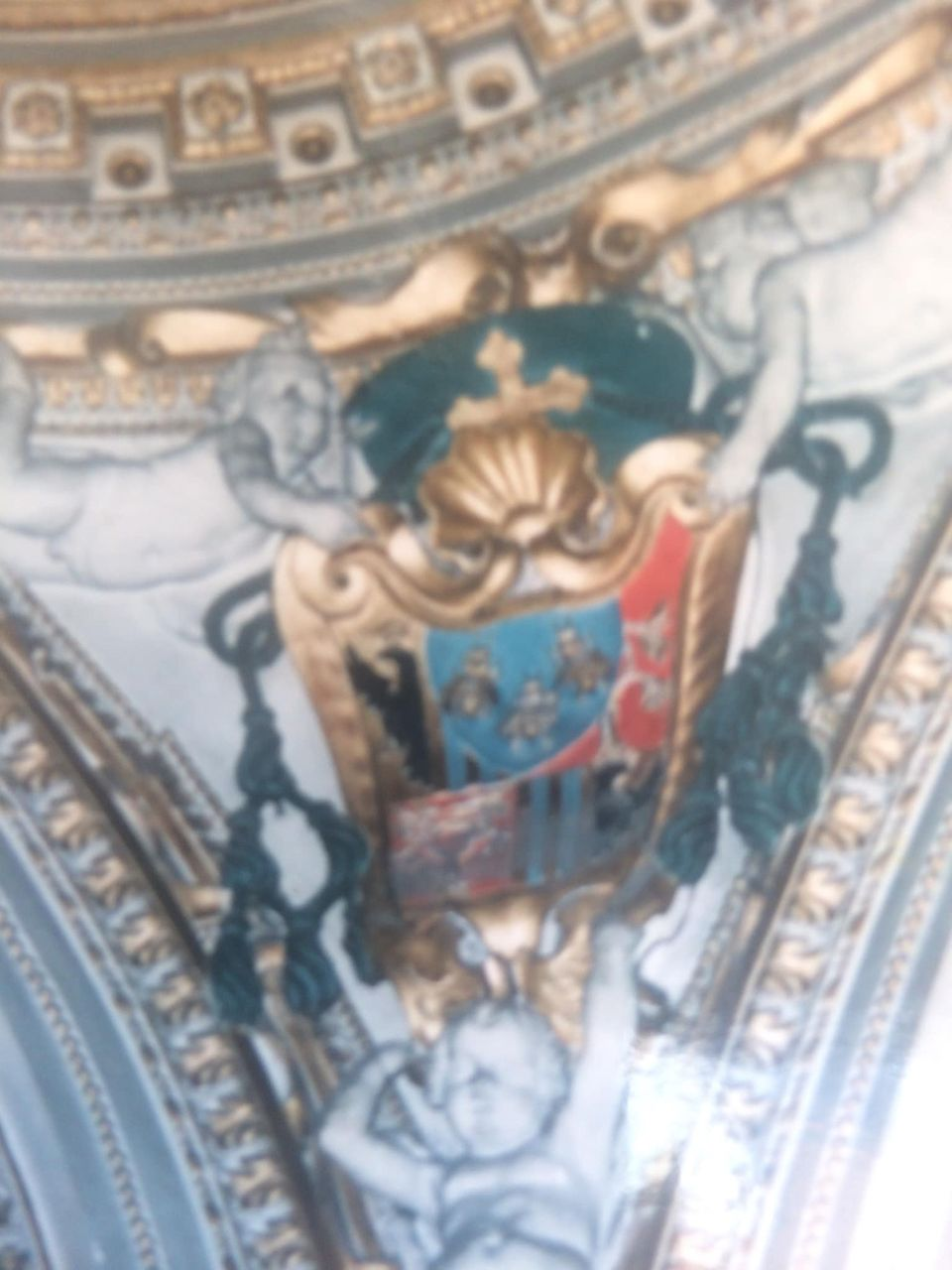
Stemma personale di S.E. mons. Mario Filonardi, arcivescovo di Avignone; cappella Filonardi, chiesa di San Carlo ai Catinari, Roma.

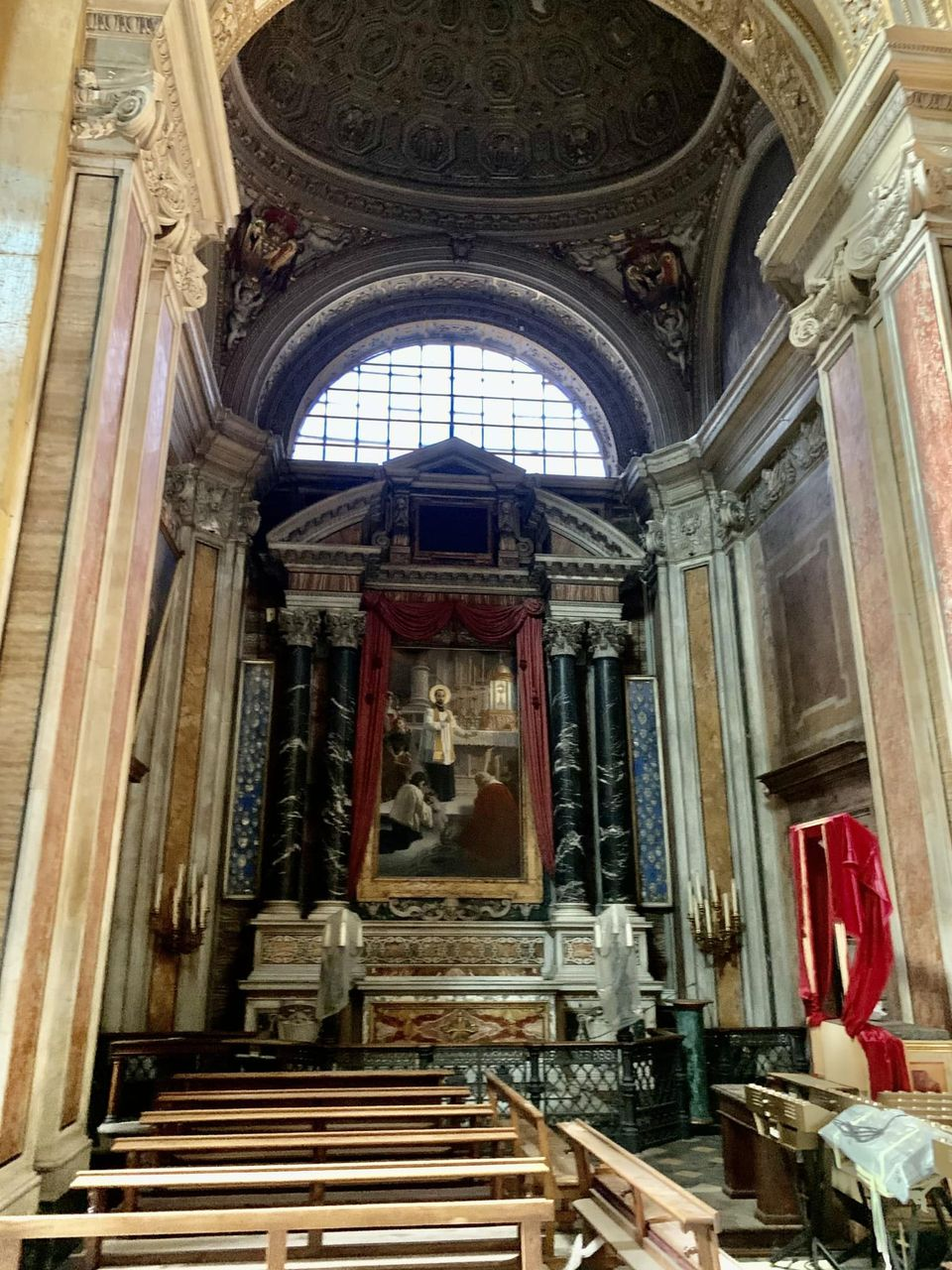
Cappella Filonardi, chiesa di San Carlo ai Catinari, Roma.Questa cappella fu fatta erigere da S.E. mons. Mario Filonardi, arcivescovo di Avignone:Nel 1635 Mario Filonardi commissiono questa cappella all'architetto Paolo Maruscelli, il quale la disegno e la fece realizzare.In questa cappella vi lavorarono artisti come il Gimignani e il Romanelli.

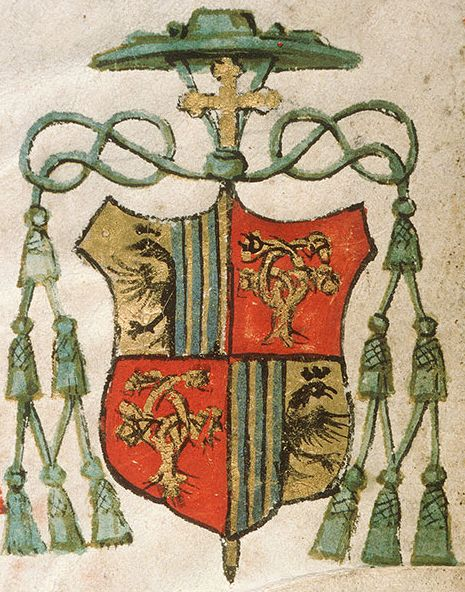

Mario Filonardi, talvolta francesizzato in Marius Philonardi (Bauco, 1594 – Roma, 19 agosto 1644), è stato un arcivescovo cattolico italiano.

## Biografia
Mario Filonardi, figlio di Scipione (figlio di Paolo Emilio, Tesoriere generale di Marittima e Campagna) e Brigida Ambrosi, nobildonna di Anagni, nacque a Bauco,  (attuale Boville Ernica diocesi di Veroli)  nella seconda metà del XVI secolo. Discendeva dal ramo di Domenico.
Era fratello del cardinale Filippo Filonardi († 1622), nominato da papa Paolo V,  di Alessandro Filonardi, vescovo di Aquino (1615-1645),  di Paolo Emilio Filonardi arcivescovo di Amalfi (1616 - 1624), pronipote del cardinale Ennio Filonardi († 1549) e fratello di Francesca Bussi maritata con il conte Giulio Bussi di Viterbo, e prozio del cardinale Giovanni Battista Bussi.
Assessore della corte del Sant'Uffizio, nel 1616 divenne canonico di San Pietro a Roma in successione del fratello Paolo Emilio. Nel 1620 fu referendario utriusque signaturae; papa Gregorio XIV lo designò come esaminatore dei vescovi e Urbano VIII lo nominò arcivescovo di Avignone nel 1624. Fu consacrato dal cardinale Scipione Caffarelli-Borghese, legato pontificio di Avignone. Nominato vice-legato ad Avignone e nel Contado Venassino dal 1629 al 1634, carica precedentemente detenuta dal fratello Filippo Filonardi, fu nominato il 15 marzo 1635, ancora da Urbano VIII, come nunzio apostolico alla corte di Ladislao IV nel Regno di Polonia dove svolse un'intensa attività diplomatica.
Morì a Roma nel 1644. Fu sepolto come i suoi fratelli nella cappella di famiglia della chiesa di San Carlo ai Catinari.

## Genealogia episcopale
La genealogia episcopale è:
- Cardinale Guillaume d'Estouteville, O.S.B.Clun.
- Papa Sisto IV
- Papa Giulio II
- Cardinale Raffaele Sansone Riario
- Papa Leone X
- Papa Paolo III
- Cardinale Francesco Pisani
- Cardinale Alfonso Gesualdo di Conza
- Papa Clemente VIII
- Papa Paolo V
- Cardinale Scipione Caffarelli-Borghese
- Arcivescovo Mario Filonardi